# اسکی‌نما مکس
اسکی‌نما مکس  (انگلیسی: Skinemax HD) یک شبکه تخصصی زبان انگلیسی شامل محتوای بزرگسال است که از ابتدای سال ۲۰۱۳ پخش محتوای اِچ‌دی خود را آغاز کرد.